# Hape Kerkeling
Hape Kerkeling, artiestennaam van Hans Peter Wilhelm Kerkeling (Recklinghausen, 9 december 1964) is een Duitse acteur, presentator en komiek. Met een Nederlandse vader en Duitse moeder is hij niet alleen de Duitse, maar ook de Nederlandse taal machtig.
Kerkeling was getrouwd met co-auteur Angelo Colagrossi.

## Biografie
Hape Kerkelings televisiecarrière begint met een teleurstelling. In 1978 doet hij auditie bij Loriot voor de rol van het kind Dicki in de sketch Weihnachten bei Hoppenstedts. De rol wordt gegund aan Katja Bogdanski.
Hij doet mee aan verschillende talentenjachten en wint in 1983 de Cabaretprijs van Passau Scharfrichterbeil die in dat jaar voor het eerst uitgeloofd wordt. Hij werkt vanaf dat moment voor verschillende omroeporganisaties waaronder de Westdeutscher Rundfunk en de Bayerischer Rundfunk. De doorbraak komt in 1984/85 in de comedy show Känguru. Tegelijkertijd portretteert hij zijn typetje, de kleuter Hannilein, in het kinderprogramma Kerkelings Kinderstunde. Gastoptredens en sketches volgen; onder andere met Margarethe Schreinemakers) in de uitzending Extratour van Radio Bremen.
In 1989 maakt hij samen met de pianist Achim Hagemann de mediakritische show Total Normal. Zij winnen met deze comedy show een aantal prijzen, waaronder de Gouden Camera, de Adolf Grimme Prijs en de Bayerischer Fernsehpreis. Op 25 april 1991 komt Kerkeling, verkleed als Koningin Beatrix per auto aan bij het regeringsgebouw, Kasteel Bellevue, in Berlijn. De camera's registreren de aankomst van een koningin. Twee liedjes uit deze serie komen op de Duitse hitlijsten terecht: het satirisch lied Das ganze Leben ist ein Quiz en de Hurz (1993).
Kerkelings eerste speelfilm, de satire Kein Pardon, verschijnt in 1993. Behalve draaiboekschrijver is hij voor deze film ook, acteur en regisseur. Een jaar eerder al biedt het ZDF hem de opvolging aan van Thomas Gottschalk als presentator van het programma Wetten, dass..?, de Duitse versie van Wedden dat..?. Kerkeling wijst het aanbod af. Daarentegen start hij met het programma Cheese (vergelijkbaar met Total Normal) bij RTL Television. Het programma flopt en Kerkeling gaat bij de ARD het programma Warmumsherz presenteren. Daaropvolgend maakt hij een aantal films; Club Las Piranjas (1995), Willi und die Windzors (1996) en Die Oma ist tot (1997).
Pas in 1999 heeft Kerkeling weer een succes met een televisieprogramma. Bij Sat.1 maakt hij het programma Darüber lacht die Welt. Met een oortje gaat hij in dialoog met een aantal vakmensen in verschillende situaties. Zo speelt hij Simultaanschaak als de Iraanse schaakgrootmeester Mehdi Mikamahdav, treedt hij op in het liveprogramma Interaktiv als Finse Rapzanger in de Rapgroep R.I.P. Uli en is hij tuinman Rico Mielke in een praatprogramma van Heinrich Lummer. Een hoogtepunt is zijn aankondiging bij voetbaltrainer Klaus Augenthaler dat hij, de Litouwse trainer Albertas Klimawiszys, Augenthalers opvolger is bij de Grazer AK. Augenthaler weet uiteraard van niks.

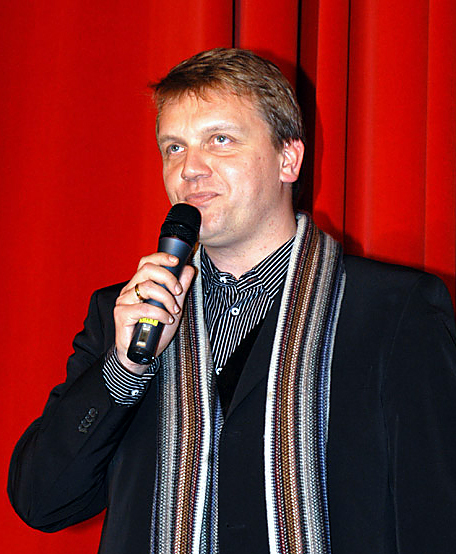
Hape Kerkeling bij de première van de speelfilm Samba in Mettmann, 2004

De verwijdering van zijn galblaas en een opgetreden doofheid dwingen hem ertoe afstand van zijn werkzaamheden te nemen. In juni en juli 2001 legt hij wandelend de laatste 800 kilometer van de pelgrimsroute naar Santiago de Compostella.
Voor Sat.1 presenteert hij meerdere keren het jaarlijkse sponsorgala voor het Duitse Aidsfonds. Hij krijgt voor de presentatie van de RTL Television uitzending Die 70er Show in 2003 de Deutscher Fernsehpreis in de categorie Beste Presentatie Amusement.
Zijn tweede speelfilm, Samba in Mettmann, die zich in de Noordrijn-Westfaalse stad Mettmann afspeelt, komt in 2004 in de bioscoop. De film flopt. In mei van dat jaar en het jaar daarop presenteert hij bij RTL de Großen Deutsch-Test. In oktober van dat jaar presenteert hij de Großen Deutschlandtest.
In de periode voorjaar 2005-maart 2006 presenteert hij bij RTL Television het programma Hape trifft!. Het programma wordt geproduceerd door de productiefirma i&u TV van Günther Jauch. Kerkeling komt hier een aantal Duitse en internationale bekendheden tegen als een van zijn typetjes: Horst Schlämmer, Siggi Schwäbli of de Nederlandse huwelijkstherapeute Evje van Dampen. De show wordt geproduceerd in de NOB Studio 8 in Hürth bij Keulen.
In de periode april 2006 en mei-juni 2007 presenteert hij met Nazan Eckes de livedanswedstrijd Let's Dance. Kerkeling geeft vlak daarna het boek uit: Ich bin dann mal weg, een beschrijving van zijn pelgrimage in 2001. Met 1,1 miljoen verkochte exemplaren in Duitsland is dit een bestseller.
Sinds januari 2007 is Kerkeling ambassadeur voor de Aktion Courage – School zonder racisme – School met lef bij de Droste-Hülshoff basisschool in Dortmund Kirchlinde.
Al een aantal jaren toert Kerkeling in 2006 met een theaterprogramma door Duitsland. Zijn laatste theaterprogramma Wieder auf Tour stopt in december 2006. De liveregistratie van Hape Kerkeling Live! verscheen op dvd.
Op het in 2021 verschenen studioalbum Mal unter uns staan Duitstalige covers van Nederlandse nummers als Banger hart, De bestemming, Wat zou je doen, Zij gelooft in mij, Hoe, Mag ik dan bij jou, Amsterdam, Sexy als ik dans,  Alles wat ademt en Het water.

## Typetjes

### Hannilein
Kerkeling in Kerkelings Kinderstunde als vroegrijpe kleuter Hannilein. Met rode haren, tuinbroek geeft hij op bovenmatige stoelen commentaar op de wereld van volwassenen.

### Siggi Schwäbli
De sullige, sterk bijziende Siggi Schwäbli loopt van het ene ongeluk in het andere en begrijpt niet wat hem allemaal overkomt. Zo komt hij op gegeven moment met Barbara Schöneberger terecht in het spookhuis van de kermis in Cannstatt (Stuttgart) en valt bijna flauw van angst. Siggi duikt reeds op in de serie Känguru in het midden van de jaren tachtig.

### Evje van Dampen
Zij is een Nederlandse huwelijkstherapeute. Ook zij komt regelmatig in contact met bekende Duitsers als Günther Jauch en Udo Jürgens.

### Horst Schlämmer
Een van Kerkelings bekendste typetjes is Horst Schlämmer, geboren op 16 oktober in Grevenbroich. Hij is de plaatsvervangend hoofdredacteur van het Grevenbroichse Dagblad. Schlämmer draagt een grijze trenchcoat, een klein zwart mannenhandtasje aan de arm, een goudkleurige ring aan de hand en een kunstgebit. Zijn gekrulde haren tot in de nek zijn al lang niet meer in de mode. Verder draagt hij een ouderwetse bril, een snor en heeft hij een middelmatige bierbuik. Hij is een sterke roker en heeft tal van lichamelijke problemen waar hij graag te koop mee loopt. Hij heeft bijzondere belangstelling voor jonge vrouwen die hij steevast aanspreekt als schatje en haasje.
In 2009 richtte Schlämmer een eigen politieke partij op, de Horst Schlämmer Partei, waarmee hij mee wil doen aan de Bondsdagverkiezingen van 2009. Volgens een opiniepeiling in het blad Stern zou hij mogen rekenen op 18% van de stemmen. Tot zijn programmapunten behoren onder andere subsidie voor zonnebanken en een minimuminkomen van 2.500 euro voor alle Duitsers. Zijn verkiezingsslogan "Yes weekend" lijkt geïnspireerd door het "Yes we can" van Barack Obama. In augustus 2009 ging de film Horst Schlämmer — Isch kandidiere in première.

#### Reportages en optredens
Onder het motto Immer janz discht dran und knallhacht nachjefracht komt hij in diverse situaties terecht. Ondanks, misschien wel dankzij, de waas van doornkaatse dranklucht komt hij open en vrolijk over.
In mei 2006 doet Horst mee aan de prominenten special van het programma Wer wird Millionär?, de Duitse versie van Lotto Weekend Miljonairs. Door een list lukt het hem op de plek van presentator Günther Jauch terecht te komen en als presentator het spel af te maken. Samen winnen ze 500.000 euro voor het Duitse Aidsfonds. Zij krijgen voor deze uitzending de Deutsche Fernsehpreis 2006. Op basis van dit optreden wint hij de Deutsche Comedypreis 2006. De prijs wordt hem uitgereikt door het typetje Ricky (Anke Engelke). Hij steekt op dat moment in een dialoog met haar niet stoelen of banken dat hij hoogst ontevreden is over haar aantrekkelijkheid. Liever was hij Cordula Stratmann of Mirja Boes tegengekomen.
Hij speelt de hoofdrol in het computerspel Weisse Bescheid van Aruba Software en RTL Interactive.

#### Producten
Op 3 februari 2006 presenteert hij de single Schätzelein. Op deze single staan de nummers Schätzelein (gebaseerd op Herzilein van de Wildecker Herzbuben ) en Meine letzte Zigarette.

### R.I.P. Uli
In 1999 is hij de Finse Rapper Petri Danger Valkinnen. Met de maten Matti en Jaddi vormt hij de rapgroep R.I.P. Uli. Ripuli is de Finse vertaling voor diarree. Zij brengen de single Helsinki is Hell uit. Deze aaneenschakeling van scheldwoorden bereikt de 45e plaats op de Duitse hitparades. Als gevolg van het succes treden zij op in de live-uitzending Interaktiv. De presentatrice Milka herkent hen niet.

## Uitgaves
- Ik ben er even niet – mijn voettocht naar Santiago de Compostela,Uitgever Ten Have, ISBN 9789079001200
- Ich bin dann mal weg. Meine Reise auf dem Jakobsweg. Uitgeverij Malik, München 2006. ISBN 3-89029-312-3
- Hape Kerkeling liest Ich bin dann mal weg – Meine Reise auf dem Jakobsweg. Ingekorte Luisterboek uitvoering. Roof Music, Bochum 2006, ISBN 3-938781-37-8
- Hape Kerkeling – 'Wieder auf Tour – Live' – DVD Sony BMG Spassgesellschaft, EAN: 0886970623599
- Luisterboek Ein Mann, ein Fjord! van Angelo Colagrossi, Hape Kerkeling, Angelina Maccarone, EAN: 9783938781470

## Filmografie

### Televisie en bioscoop
- 1989: Großstadtrevier: Dame in Not
- 1990: Vorwärts (televisiefilm)
- 1993: Kein Pardon (ook regie en Drehbuch)
- 1995: Club Las Piranjas (televisiefilm; ook draaiboek)
- 1996: Willi und die Windzors (televisiefilm; ook regie en draaiboek)
- 1997: Die Oma ist tot (televisiefilm)
- 2003: Lindenstraße: Heldentum
- 2004: Samba in Mettmann (ook draaiboek en productie)
- 2008: Ein Mann, ein Fjord! (televisiefilm; ook draaiboek)
- 2009: Horst Schlämmer – Isch kandidiere! (ook draaiboek)
- 2011: Terra X: Unterwegs in der Weltgeschichte (documentaire reeks met spelscènes)
- 2018: Der Junge muss an die frische Luft
- 2021: Der Boandlkramer und die ewige Liebe
- 2023: Club Las Piranjas (televisieserie, 4 episoden)

### Synchronisatie
- 1988: Garfield-hoorspelen (stem van Garfield) als H.P. Kerkeling
- 1999: Tobias Totz und sein Löwe (stem van Paul Pommes)
- 2000: Little Nicky – Satan Junior (stem van Mr. Beefy)
- 2008: Kung Fu Panda (stem van Po)
- 2011: Kung Fu Panda 2 (stem van Po)
- 2013: Die Eiskönigin – Völlig unverfroren (stem van Olaf)
- 2016: Kung Fu Panda 3 (stem van Po)
- 2017: Die Eiskönigin – Olaf taut auf (stem van Olaf)
- 2019: Die Eiskönigin II (stem van Olaf)
- 2024: Kung Fu Panda 4 (stem van Po)